# 馬克·威爾遜 (愛爾蘭足球運動員)
馬克·威爾遜（英語：Marc Wilson；1987年8月17日—）是一位北愛爾蘭足球運動員。在場上的位置是後衛和中場。他現在效力於英冠球隊保頓。他雖然曾代表北愛爾蘭國青隊參賽，但現在代表愛爾蘭參賽。